# Granaína
La granaína es un palo flamenco derivado de los fandangos; suele incluirse entre los estilos malagueños.
El origen de este palo se sitúa en los verdiales, un cante de origen folclórico basado en el fandango y originario de los Montes de Málaga y de Ronda. Su desarrollo tiene lugar en las zambras de Granada y fue popularizado inicialmente a finales del siglo XIX por cantaores locales como Frasquito Yerbagüena y Paquillo el Gas, y más tarde lo difundirían otros cantaores bajo-andaluces, principalmente Antonio Chacón, Canalejas de Puerto Real y El Pena.
El mejor estudio publicado hasta la fecha sobre el cante por granainas se publicó en 2018 cuyo autor Antonio Conde González-Carrascosa se encargó de analizar todos los estilos de granainas aportando documentación exhaustiva y grabaciones inéditas en la publicación 'De Granada, granainas'.
Hay dos variantes de este palo: la granaína propiamente dicha y la media granaína. Ambas disponen la línea melódica de forma clara y con cambios de tonalidad, con fraseo difícil y profundo. La diferencia entre ellas estriba en que en la primera se agranda y se alarga considerablemente el tercio terminal, y se hace una modulación final, característica de este cante.